# Àlcetes (general)
Àlcetes (en llatí: Alcetas, en grec antic: Ἀλκέτας) fou un general d'Alexandre el Gran.
Era fill d'Orontes i germà de Perdicas d'Orèstia. És esmentat per primera vegada quan va acompanyar Alexandre a l'Índia. A la mort d'Alexandre va seguir al seu germà Perdicas i sota les seves ordres va matar Cinana, la germanastra d'Alexandre, que volia casar a la seva filla Eurídice amb Filip Arrideu, segons que diu Diodor de Sicília.
A la mort de Perdicas a Egipte el 321 aC, Àlcetes era amb Èumenes de Càrdia a l'Àsia Menor lluitant contra Cràter, i l'exèrcit de Perdicas que s'havia revoltat i s'havia passat a Ptolemeu I Sòter, va condemnar a mort a Àlcetes i tots els seus partidaris i es va iniciar la guerra. Àlcetes va abandonar a Èumenes i es va unir a Àtal de Pèrgam i contra ells hi van enviar Antígon el borni. Àlcetes i Àtal van ser derrotats a Pisídia l'any 320 aC i Àlcetes es va retirar a Termessos però els habitants més ancians de la ciutat el van entregar a Antígon i per evitar caure viu en mans dels seus enemics es va suïcidar.